# جسی نلسون (خواننده)
جسیکا لوئیز نلسون (انگلیسی: Jessica Louise Nelson؛ زادهٔ ۱۴ ژوئن ۱۹۹۱) خواننده و ترانه‌سرای انگلستانی و عضو قبلی گروه دخترانه بریتانیایی لیتل میکس است. این گروه در سال ۲۰۱۱ و در نسخه بریتانیایی ایکس فاکتور بنیان‌گذاری شد و به نخستین گروه پیروز در این مسابقه شد. از زمان نخستین حضور آنها، گروه دخترانه بیش از ۶۰ میلیون رکورد در سراسر جهان فروخته‌است و آنها را در میان ۵ گروه برتر دخترانه از نظر فروش قرار داده‌است. در ۱۴ دسامبر ۲۰۲۰، او به دلایل مربوط به سلامت روان تصمیم گرفت گروه را ترک کند.